# Biotechnologie
Pour le groupe espagnol de rock alternatif, voir Biotech (groupe).
L’OCDE définit la biotechnologie comme « l’application de la science et de la technologie à des organismes vivants, de même qu’à ses composants, produits et modélisations, pour modifier des matériaux vivants ou non-vivants aux fins de la production de connaissances, de biens et de services »,.
La biotechnologie, ou « technologie de bioconversion » résulte, comme son nom l'indique, d'un mariage entre la science des êtres vivants – la biologie – et un ensemble de techniques nouvelles issues d'autres disciplines telles que la microbiologie, la biochimie, la biophysique, la génétique, la biologie moléculaire, l'informatique…
Par abus de langage, on la restreint souvent au domaine du génie génétique et aux technologies issues de la transgénèse, permettant en particulier d'intervenir sur le patrimoine génétique des espèces pour le décrypter ou le modifier (voir organisme génétiquement modifié).

## Histoire

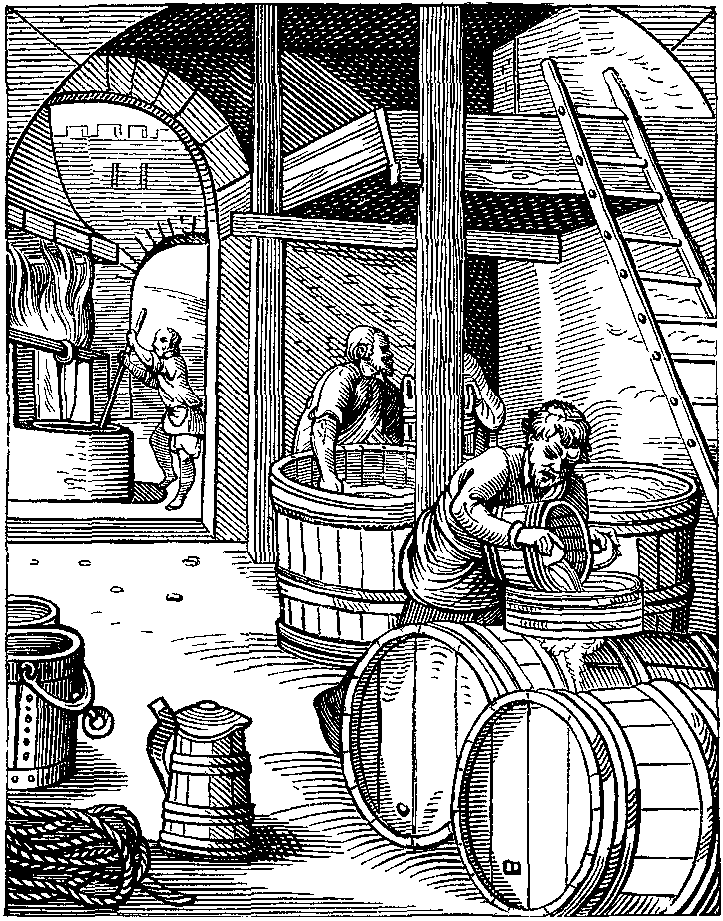
Le métier de brasseur, gravure du XVIe s.

Après la découverte de l'ADN, la recherche en biologie cellulaire et la pharmacochimie ont fait plusieurs bonds scientifiques, passant de la culture de cellules, à l'ingénierie cellulaire et de tissus vivants, sains ou cancéreux, avec la fusion cellulaire, l'invention de nouveaux vaccins, de stimulants immunitaires. La fécondation artificielle et la manipulation embryonnaire ont progressé de concert.
À la fin des années 1990, des sociétés spécialisées en biotechnologies apparaissent. L'OCDE les définit comme des entreprises « engagées dans le domaine des biotechnologies du fait qu’elles utilisent au moins une technique de biotechnologie (comme définies dans la liste ci - dessus) pour produire des biens ou des services et/ou pour améliorer la recherche et développement en biotechnologies. Certaines de ces entreprises peuvent avoir des domaines d’actions très larges mais ne consacrer qu’une petite partie de leur activité économique aux biotechnologies ». Ainsi sont nées Amgen, Genentech, deCODE Genetics, Genset, Transgene, devenues célèbres grâce à un attrait pour les capitalisations boursières des jeunes sociétés sans équivalent dans l'histoire, qui a toutefois fini en krach en 2001-2002. Les plus solides, comme Amgen, Genentech, ou Transgene continueront à se développer, lançant leurs propres médicaments. D'autres comme Decode Genetics et Genset disparaîtront dans les processus d'acquisitions-fusions.
Des années 2000 à 2010, les micro-organismes, éventuellement génétiquement modifiés et de nombreux enzymes sont de plus en plus utilisés dans de nombreux secteurs de l'économie ; dans la recherche, dans l'industrie agroalimentaire et pharmaceutique, dans certaines activités médicales ou de recyclage, d’élimination des déchets, de dépollution des sols ou de l'eau, de production d'énergie (méthanisation…) notamment. Mais ces nouveautés affectent aussi certaines activités connexes (maintenance, nettoyage, réparation et posent des questions nouvelles de sécurité et santé au travail).
Parallèlement et souvent avec un certain retard, la réglementation du travail tend à évoluer pour protéger la santé des travailleurs contre de nouveaux risques.

## Caractéristiques

### Biotechnologies «traditionnelles»
Dans la biotechnologie traditionnelle, on trouve, entre autres, les différents processus de fermentation connus empiriquement par les humains depuis quelques milliers d’années :
- Fermentation anaérobie : en absence de dioxygène :
  - Fermentation alcoolique : des sucres forment de l'alcool éthylique et du dioxyde de carbone :
    - Fabrication des boissons alcooliques comme la bière et le vin (vinification),
    - Fabrication du pain (panification) ;

  - Fermentation lactique : des sucres forment de l'acide lactique, un acide alpha hydroxylé : fabrication des yaourts, des fromages, de certaines charcuteries, de la choucroute ;
- Fermentation aérobie : en présence de dioxygène :
  - Fermentation acétique : l'alcool éthylique forme de l'acide acétique et de l'eau (acétification):
    - Fabrication des vinaigres…

De nombreuses autres technologies utilisées par l'agroalimentaire ou à la cuisine font aussi partie de la biotechnologie traditionnelle. Dans la seconde moitié du XXe siècle, d'importants progrès ont été faits dans la connaissance des rôles des protéines (signalisation cellulaire, identification des récepteurs cellulaires) et les capacités d'isoler et de purifier des protéines.

### Biotechnologies contemporaines nouvelles
Elles apparaissent à la fin du XXe siècle à la suite de la découverte de l'ADN et de l'ARN. Elles incluent
la protéomique (avec le séquençage et la synthèse de protéines et peptides complexes, dont des hormones macromoléculaires), et la génomique et la pharmacogénomique mais aussi l'utilisation de sondes géniques, du séquençage de l'ADN (grâce aux Séquenceur d'ADN), du séquençage d'ARN, de la synthèse d'ADN/ARN, de l'amplification d’ADN/ARN, du profil de l’expression génique et des technologies antisense qui ont permis d'élargir et accélérer les possibilités du génie génétique
Depuis le milieu des années 1990, le domaine de la transgenèse est le plus médiatisé et toujours en expansion. Mais des progrès sont attendus ou espérés (ou craints parfois) dans les domaines des nanotechnologies et de la bio-informatique et des nanobiotechnologies qui pourrait par exemple permettre une fabrication programmée de nano ou micro composés, ou de biomolécules, avec de nouveaux risques sanitaires, environnementaux ou géopolitiques en cas de dérives ou de mésusage de ces nouvelles possibilités.
En Europe, des industriels et certains laboratoires ont proposé de classer les biotechnologies en catégories "colorées" :
- « Biotechnologies vertes » (d'intérêt agricole)
- « Biotechnologies rouges » (d'intérêt médical)
- « Biotechnologies blanches » (définies par EuropaBio en 2003 comme suit : « Les biotechnologies blanches consistent à appliquer des procédés naturels à la production industrielle » ; il s'agit donc notamment de génie biologique appliqué au service de la chimie). Les biotechnologies blanches permettent la fabrication de produits tels que les biocarburants, les biogaz… Pour cela, on va prendre de la matière première (maïs, colza…) que l'on va transformer en produits fini (bioéthanol…) grâce à des micro-organismes
- « Biotechnologies jaunes» (traitement et élimination des pollutions)
- « Biotechnologies bleues» (liées à l'exploitation de la diversité génétique des organismes marins, par exemple pour créer de nouveaux cosmétiques, médicaments, produits aquacoles, agroalimentaires, etc.)
- « Biotechnologies oranges» (d'intérêt pédagogique, visant à diffuser les biotechnologies ainsi qu'à développer du matériel éducatif[5] et des stratégies sur les questions de biotechnologie (par exemple production de protéine recombinante) pour la société y compris les personnes ayant des besoins particuliers tels que celles ayant une déficience auditive et/ou visuelle[6]).

Ailleurs on classe les biotechs en catégories plus explicites : « healthcare biotech », « agrifood biotech », « industrial biotech »
Les techniques basées sur la transgénèse sont devenues la base des biotechnologies qui s'appuient maintenant sur les nouveaux outils de décryptage des génomes, avec pour but premier la création de nouveaux produits d'intérêt commerciaux, par :
- la modification génétique d'organismes d'intérêt économique, comme les céréales, afin de leur donner des caractéristiques qu'elles n'ont pas encore, par exemple la résistance à un nuisible,
- la modification génétique d'autres organismes, afin de les rendre utiles à l'homme. Par exemple la création de chèvres intégrant dans leur génome des gènes d'araignées afin de pouvoir extraire de leur lait des fils utilisables comme textile.

Ces technologies ont donc générées d'importants débats éthiques, politiques et économiques sur le brevetage du vivant, parfois conflictuels.

### Grands domaines
Les biotechnologies jouent un rôle important dans le secteur des industries de la santé, mais ont aussi un rôle émergent dans les secteurs de l’environnement, de l’agriculture, de l’agroalimentaire, ainsi que pour la mise au point de processus industriels innovants. Selon l'OCDE, elles contribuent aujourd'hui à moins de 1 % du PIB des pays de l'OCDE, mais ce seuil pourrait monter à 2,7 % d'ici 2030. L'Union européenne « investit 1,9 milliard d'euros dans la création d'une bioéconomie européenne au titre du thème « Alimentation, agriculture et pêche, et biotechnologie» du septième programme-cadre (7e PC) ».

#### Domaine agricole
Pour l'agriculture et l'environnement (biotechnologies vertes), les biotechnologies peuvent et pourraient permettre d'améliorer les caractéristiques des variétés de nombreuses espèces diminuer l'usage d'engrais et pesticides en rendant en particulier les plantes plus résistantes aux maladies, contribuer à diminuer les émissions de polluants ou gaz à effet de serre, mieux protéger les ressources en eau, cultiver sur des sols pollués, ou irriguer avec de l'eau salée, et capter dans l'air l'azote dont elles ont besoin.
Les entreprises actives dans ce secteur sont représentées au niveau européen par EuropaBio. En France, l'AFBV a pour objectif de mettre en œuvre une agriculture durable, en particulier grâce aux biotechnologies végétales.
Selon un rapport de l'OCDE de 2009, « d'ici 2015 environ la moitié de la production mondiale de grandes cultures alimentaires et fourragères sera assurée par des variétés mises au point à l'aide de la biotechnologie ». En 2015, 49 % de la surface cultivée pour les 4 principales plantes cultivées sont issus des biotechnologies. Les taux d'adoption varient de 29 % pour la Maïs à 83 % pour le soja.
Le développement d'abord expérimental (dans les années 1980) puis en plein champ (années 1990/2000) des biotechnologies dans le domaine de l'agriculture, et de l’agronomie, au travers en particulier des OGM soulève de nombreuses polémiques, au niveau de certains groupements professionnels d'agriculteurs (comme la Confédération paysanne en France) et des ONG comme Greenpeace ou les Amis de la Nature. L'association Inf'OGM suit l'actualité dans ce domaine afin d'alimenter le débat public.

#### Domaine de la santé
Le secteur de la santé (humaine et vétérinaire) (biotechnologies rouges) fait de plus en plus appel aux biotechnologies pour découvrir, tester et produire de nouveaux traitements, ex. : vaccins, protéines recombinantes, anticorps monoclonaux, thérapie cellulaire et génique (non-virale), vecteurs viraux, etc. Les biotechnologies sont également très utilisées pour diagnostiquer et pour mieux comprendre les causes des maladies. Cette tendance est de plus en plus marquée et transforme petit à petit le secteur de l'industrie pharmaceutique, comme le confirme l'arrivée de nombreux acteurs dont les innovations véhiculent un grand nombre de promesses pour les patients comme pour les médecins. Les enjeux du secteur s'en trouvent naturellement modifiés, et à terme se pose également la question du contrôle des dépenses de santé, puisqu'un certain nombre de ces innovations est tourné vers une médecine "personnalisée", au coût relativement élevé car s'agit de développer des thérapies ciblées. Mais la prévention ainsi que l'ajustement préalable des choix thérapeutiques devraient compenser ces surcoûts, en offrant in fine la possibilité pour les patients d'être pris en charge en amont, et de manière plus efficace.
Les biotechnologies, dans le secteur de la santé, nécessitent un important effort de recherche pour comprendre le fonctionnement des organismes, concevoir des médicaments capables d'agir sur d'éventuelles perturbations, et mieux différencier la part du génétique et de l'environnemental dans l'étiologie et l'épidémiologie des maladies. Cet effort de R&D est de plus en plus externalisé par l'industrie pharmaceutique vers les sociétés de biotechnologie, avec l'objectif d'avoir accès à une offre plus diversifiée de produits finis, c’est-à-dire de candidats médicaments pour lesquels la preuve de concept (essais in vitro et/ou en culture cellulaire), la preuve de faisabilité (essais chez l’animal), voire l'évaluation clinique chez l’homme ont déjà été faites.
La présence effective d’un tissu de jeunes entreprises innovantes de biotechnologie est donc une source d’innovations majeure pour le secteur pharmaceutique. Ainsi, actuellement 15 % des nouveaux médicaments seraient issus des biotechnologies et les projections portent ce chiffre à 40 % pour 2010. [réf. obsolète] [réf. souhaitée]
La pharmacopée est le domaine pour lequel le public admet le mieux l'usage de la transgenèse, si les micro-organismes génétiquement modifiés sont cultivés en réacteurs fermés et non en plein champ, et avec les meilleures conditions de biosécurité.

#### Domaine de l'industrie
Bien au-delà du secteur pharmaceutique, les biotechnologies blanches jouent un rôle croissant dans la bio-industrie, notamment dans les domaines de l’environnement. Les technologies blanches, parfois dites de seconde ou troisième génération, ont généralement recours à des bactéries utilisées comme vectrices et/ou productrices d'enzymes ou d'autres substances d'intérêt technique et commerciales.
Alors que le génie écologique travaille plutôt in situ et avec les écosystèmes, les biotechnologies blanches utilisent beaucoup la fermentation en bioréacteurs, l'importation d'organismes créés par génie génétique ou importés de milieux extrêmes, ou d'autres processus biotechnologiques qui ont par exemple débouché sur la lixiviation biologique, ou dans l'industrie du papier la pulpation biologique, le blanchiment biologique, ou ailleurs la désulfuration biologique, ou encore la biorestauration (phytoremédiation, mycoremédiation…) de sols ou sédiments pollués, la biofiltration de l'eau ou de l'air, etc. Les biotechnologies blanches pourraient aussi contribuer à la mise au point de capteurs plus sensibles à l'état physico-chimique de l’environnement, de sa pollution par des substances chimiques. Elles pourraient aussi servir à la mise au point de procédés de recyclage innovants. Les organismes génétiquement modifiés ou des organismes sélectionnés pour leurs capacités naturelles peuvent être utilisés pour produire des matériaux innovants, des substances chimiques, très difficiles ou très coûteux à obtenir par la chimie traditionnelle.

#### Domaine de la biodiversité marine
Les biotechnologies bleues sont centrées sur la biodiversité marine. Elles visent soit à développer l'exploitation des ressources encore inconnues provenant du monde marin, soit à développer et améliorer la gestion des espèces marines, quelles soient d'élevage ou sauvage.

#### Domaine de la protection de l'environnement
L'usage des biotechnologies s'est développé dans la gestion de la pollution. Les biotechnologies jaunes utilisent les bioréacteurs pour cultiver des microorganismes capables de dégrader les produits toxiques ou diluer les éléments nocifs comme le mercure, afin de les rendre bénins. Ces techniques sont plus douces et meilleur marché que la chimie traditionnelle.

#### Domaine de la pédagogie
Les objectifs des biotechnologies orange comprennent :
- divulguer dans une langue simple et accessible au public, y compris ceux ayant des besoins spéciaux (par exemple les sourds et les aveugles) ce que sont les biotechnologies, montrer ses fondations, ainsi que ses champs d'application et ses limites ;
- fournir un accès et créer des matériaux et des stratégies pour le développement des activités éducatives des biotechnologies, l'enseignement et la diffusion ;
- faciliter l'accès par l'information sur les publications, les bibliographies et les liens traitant de divers aspects des biotechnologies ;
- contribuer à la création d'une vaste culture scientifique et technologique dans la société en ce qui concerne spécifiquement les biotechnologies ;
- encourager, identifier et attirer les gens à vocation scientifique et hautes capacités à s'intéresser aux biotechnologies.

### Applications
Les biotechnologies constituent un vaste domaine, aux applications industrielles importantes, et en terme économique un vaste marché potentiel :
- Les biocatalyseurs : Certains étaient utilisés depuis des siècles, pour la fabrication de produits alimentaires. Ils interviennent maintenant dans les procédés innovants d'une industrie plus « propre » ou qui se dit « verte » (biodétergents, textile, amidon et fécule, bière, pâtisserie et panification, vins et jus de fruit, pour la dégradation de l’amidon en sucres pour la fabrication d’alcool ou comme solvant, industrie alimentaire des additifs pour l’amélioration des qualités nutritives des aliments, industrie laitière pour la conversion du lactose en sucre assimilable, arômes de fromages, arômes alimentaires biosynthétiques, colorants alimentaires de synthèse), alimentation animale (hydrolyse des protéines pour la production de farines à haut rendement), industrie des cosmétiques (production de bases de crèmes et de collagènes), industrie papetière (dissolution des pâtes, blanchiment, contrôle de viscosité des amidons), procédés de tannage (élimination des poils et graisses), traitement des graisses (hydrolyse des graisses et lécithines, estérification, production d’agents de solubilité, bio-détergents, savons et procédés de saponification), chimie fine (produits pharmaceutiques).
- Les photobioréacteurs: Système assurant la production de micro-organismes photosynthétiques en suspension dans l’eau, les cyanobactéries, les microalgues ou macroalgues afin d'en extraire des principes actifs pour usage alimentaires ou cosmétiques voire de production de biocarburant[13].
- Des procédés enzymatiques permettent des applications industrielles plus « propres » et moins énergivores ; dont la production de détergents divers et tensioactifs, désencollage/désamidonnage des textiles tissés avant leur coloration et traitement de surface, le marché des amidons et fécules, hydrolyse des sucres de l’amidon, productions alimentaires (procédés de fermentation), autres industries (alimentation animale, fabrication ou traitement du papier, y compris le blanchiment et le désencrage, le traitement des cuirs, la biochimie fine, ou encore le traitement des graisses et huiles).
- Des organismes génétiquement modifiés (bactéries, champignons) et/ou produits par génie génétique pourraient améliorer certaines techniques de bioremédiation, notamment pour le traitement et l’utilisation des déchets : traitement des eaux usées, dépollution ou détoxication des sols (métabolisation des polluants par des micro-organismes), herbicides, traitement et reconversion des sous-produits de l’industrie agro-alimentaire (déchets de cellulose, du petit-lait de la fabrication de fromages et beurres, graisses animales, équarrissage et farines animales, etc.).
  - Les procédés de fermentation traditionnelle : fermentation alcoolique, acides organiques (acide citrique, acide acétique…), production d’antibiotiques, production de dérivés chimiques, biopolymères, etc. à l’aide de cultures de micro-organismes.
  - des enzymes et biocatalyseurs peuvent être utilisés dans des procédés alimentaires, en chimiothérapie, pour produire des produits chimiques, des biosenseurs ou des équipements médicaux de diagnostic.
  - L’industrie des combustibles et produits organiques alternatifs au pétrole : photolyse de l’hydrogène, digesteurs de biomasse pour la production de méthane, alcools (à partir de sucres végétaux) et production par des algues (Chlorophyceae) de lipides d'intérêts (Triglycéride).
- La biologie moléculaire et le génie génétique de l’ADN recombinant (ADN donneur, ADN vecteur ou ADN hôte) sont utilisés pour la synthèse de produits organiques (produits chimiques ; bio-protéines : hormones de synthèse, anticorps, facteurs sanguins), avec par exemple ;
  - Les technologies des interférons et anticorps monoclonaux : développement de thérapeutiques, équipements de diagnostic.
  - Les cultures de cellules végétales et protéines unicellulaires : production de biomasse, produits chimiques (stéroïdes, alcaloïdes, etc.)
  - Les cultures de cellules animales de mammifère.
  - La sélection des plantes et les cultures de tissus végétaux.
- Les procédés biologiques de fixation de l’azote : réduction de l’usage des engrais azotés pour les productions agricoles, production d’ammoniac à partir d’azote gazeux atmosphérique.
- Les autres procédés industriels associés : système de recyclage des eaux usées ; collecte, prétraitement et filtration des captages d’eau potable, extraction et purification des produits miniers, développement de réacteurs sans combustible fossile et sans chimie polluante, isolation/concentration et récupération ou filtration des catalyseurs et organismes utilisés dans la fabrication de sous-produits.

## Facteurs de développement
Les progrès de la biochimie et de l'informatique qui a abouti dans ce domaine à la bioinformatique ont permis de construire les vastes bases de données nécessaires au séquençage des protéines et du génome et à leurs interprétations ou modélisations.
Les bonnes conditions de recherche et de formation scientifique ont également été importantes. Les espoirs suscités par les biotechnologies dans les années 1980/1990 ont dopé le financement de la recherche et de la formation dans ce domaine, souvent au détriment d'autres sciences (taxonomie, botanique, écologie, toxicologie, écotoxicologie).
À la fin des années 1990, plusieurs leaders des biotechnologies, comme les Américains Amgen et Genentech, faisaient partie des sociétés devenues célèbres grâce à une bulle des capitalisations boursières sans équivalent dans l'histoire, qui finit en krach, phénomène touchant aussi des nombreuses petites sociétés d'Internet, et des sociétés minières junior, cotées à la Bourse de Vancouver ou de Toronto sans avoir encore extrait une seule tonne de minerai.
Dans certains domaines, les avancées de la législation et normes qui ont fixé des seuils de plus en plus bas de pollution admissibles, dont en termes d'émission de gaz à effet de serre ont également poussé à trouver de nouvelles solutions plus efficientes et efficaces.
La réfaction et/ou l’enchérissement des ressources pétrolières ou gazières conduit aussi à trouver des alternatives énergétiques notamment par la production de biogaz et d’alcool qui peuvent être produits avec des procédés de biotechnologie.
Les aides publiques et les appels à intérêt ou à projets ont également dopé la R&D dans ce domaine. En France, les résultats de projets tels que « GABI » (réseau économique pour la recherche sur le génome végétal qui vise à analyser le génome végétal), « RiNA » (plateforme coopérative pour des acteurs de l'économie et des sciences intéressés par les technologies de l'ARN) ou « GENOPLANTE » ont facilité les avancées du domaine.
La constitution de centres de ressources biologiques, infrastructures centrées sur des biobanques qualifiées et certifiées, visent à rendre cette recherche encore plus efficace et mieux sécurisée (ce qui est nécessaire, car la bioéthique et la législation évoluent sans doute moins vite que les technologies).

## Sécurité et santé au travail
Face à de nouveaux risques, dans les pays industriels, la réglementation tend à évoluer pour mieux définir, hiérarchiser et prendre en compte les notions de :
- Risque biologique[14] ;
- Risque biotechnologiques ;
- Agent biologique, classés (par exemple en France via le code du travail (art. R 4421 - 2 du code du Travail français) selon ou non qu'ils sont plus ou moins pathogènes et contagieux pour l'Homme ou des animaux de rente (un observatoire de la mortalité des animaux de rente a été mis en place en France) ;
- Vecteur biologique ;
- Micro-organisme ;
- Culture cellulaire ;
- Organisme pathogène (défini en France par l'article R 4421 - 4 du Code du travail).

### Réglementation
Après l'avis de la Commission nationale consultative des droits de l’Homme (CNCDH), qu'en 1989 définit les « principes fondamentaux » de la bioéthique dans cette affaire, la réglementation s'appuie principalement sur :
- l'étude de risque (évaluation des risques biologiques, physiques, chimiques, toxicologiques, qui incluent les risques écotoxicologiques, épidémiologiques, écoépidémiologiques…)
- la prévention des risques (en France : article L 4121-1 à R 4427-5 du Code du travail en France)
- la gestion risques
- information et formation à la sécurité, aux bonnes pratiques et à la gestion du risque, incluant le port et l’utilisation des équipements de protection individuelle ou EPI, la bonne gestion des incidents et accidents, des déchets, etc. (en France : articles R4425-6 et R 4425-7)

## Dans l'art
En 2007, l'artiste Orlan a créé une œuvre intitulée Le Manteau d'Arlequin. Il s'agit d'une installation mêlant art et biotechnologies, créée avec des cellules vivantes d'Orlan, de cellules d'origines humaine et animale. Cette œuvre s'inspire du texte de Michel Serres "Laïcité" en préface de son ouvrage "Le Tiers Instruit". Michel Serres utilise la figure de l'Arlequin comme métaphore du croisement, de l'acceptation de l'autre, de la conjonction, de l'intersection. Le Manteau d'Arlequin développe et continue d'explorer l'idée de croisement chère à l'artiste en utilisant le médium plus charnel qu'est la peau. Il questionne également la relation entre la biotechnologie et la culture artistique. Cette installation a été présentée à Perth, Liverpool, Luxembourg.